# 南雲忠一
南雲 忠一（なぐも ちゅういち、1887年（明治20年）3月25日 - 1944年（昭和19年）7月6日）は、日本の海軍軍人。海兵36期。太平洋戦争初期から中期にかけて第一航空艦隊および第三艦隊（南雲機動部隊）司令長官を務めた後、サイパンの戦いで自決。死後一階級特進により、最終階級は海軍大将。正三位勲一等功一級。

## 生涯
1887年3月25日、山形県南置賜郡米沢信夫町（現在の米沢市）で、郡役所書記の父・南雲周蔵と母・志んの次男として生まれる。6人兄弟姉の末子であった。父の周蔵は旧米沢藩士であり、藩では御扶持方（中士階級）でもあった。
米沢尋常中学興譲館を経て、1905年（明治38年）海軍兵学校36期に入校。海軍兵学校では三号、二号生徒でそれぞれ学術優等賞を授与された。1908年（明治41年）、海兵36期を191人中8番の成績で卒業。海軍少尉候補生となり、巡洋艦「宗谷」乗組。

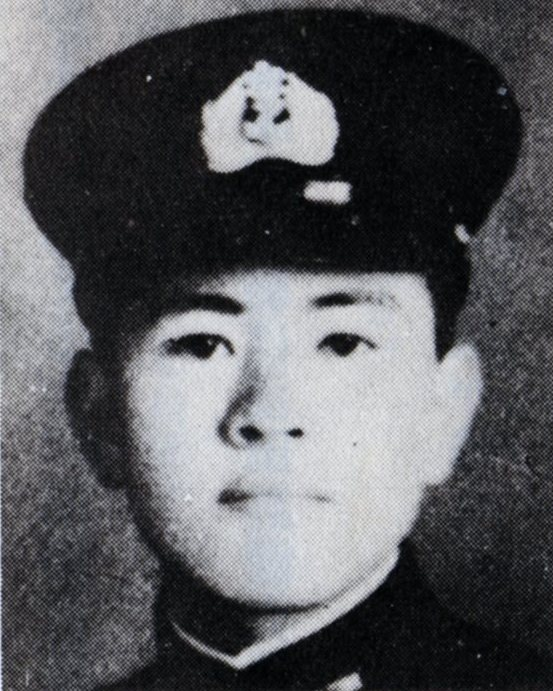
海軍中尉時代の青年期の南雲

1918年（大正7年）12月1日、海軍大学校の甲種学生18期生となる。1920年（大正9年）海大甲種第18期を次席で卒業。1920年（大正9年）12月1日 海軍少佐に昇進。

### 艦隊派

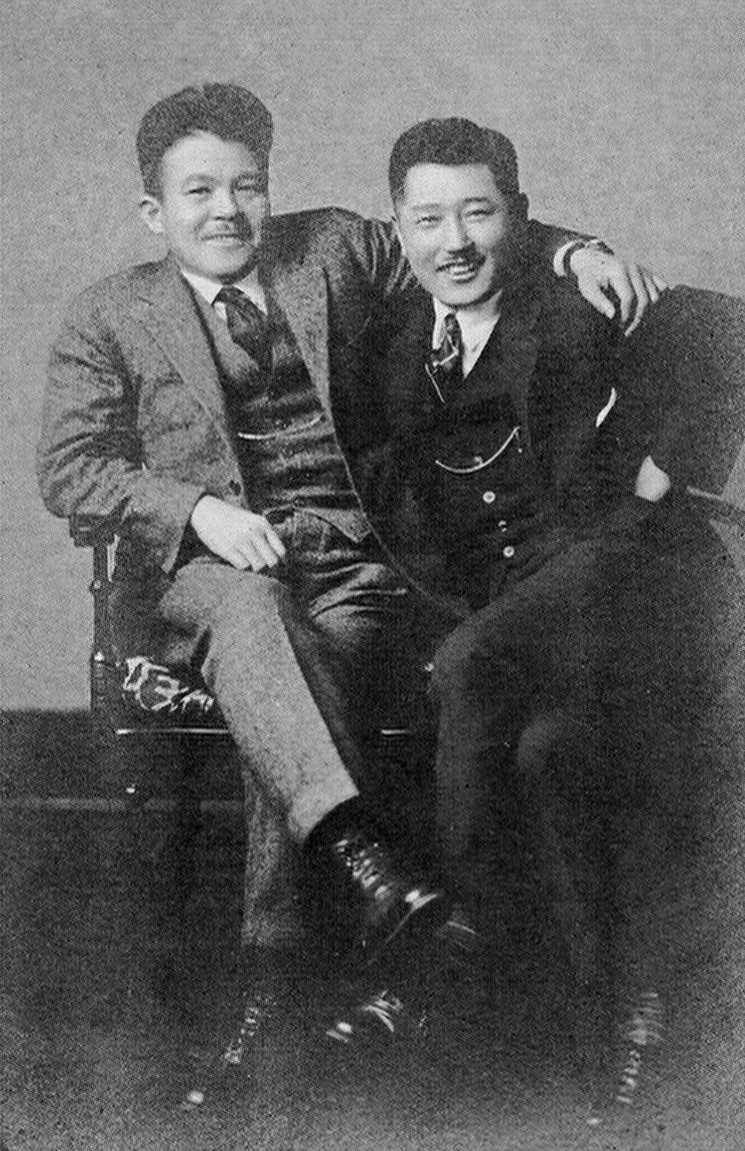
シアトル訪問時の南雲（左）

1930年（昭和5年）頃、南雲は艦隊派（軍縮条約反対派）の論客として知られ、山本五十六や井上成美と対立し、その政治的な活動（艦長の連判をとって、艦長の総意として連合艦隊司令長官に上申した）は外部にも知られていた。
1930年に開催されたロンドン軍縮会議の後、南雲は山下知彦らと同郷の先輩である左近司政三を含む条約派に辞職を迫り、後の大角人事に関係している。
1931年（昭和6年）10月10日、軍令部第一斑第二課長に就任。第二課長時代、伏見宮博恭王軍令部総長の赤坂園遊会で酒に酔い、外国武官や家族達300名の前で池に放尿したことがあり、目撃した中瀬泝（軍令部第七課）は仰天したという。
南雲が条約派の堀悌吉を予備役に追いやり、堀と親睦が深かった山本五十六は第二次ロンドン海軍軍縮会議予備交渉に参加中でそれを阻止出来ず、南雲を許さなかったという主張もあるが、海軍報道部部員として海軍次官時代の山本に3年間接した松島慶三は、当時の南雲にそのような実力があったか疑問であり、また山本もそこまで狭量の人物ではなかったと語っている。軍令部の権限拡大を図った｢軍令部令及び省部互渉規定改正」では、海軍省軍務局第一課長の井上成美と激しく対立し、酒気を帯びて井上に対し｢貴様なんか殺すのは何でも無いんだぞ。短刀で脇腹をざくっとやればそれっきりだ｣と発言した。
1932年（昭和7年）、五・一五事件を受けて南雲が作成した『五・一五事件の解決策』と題する文書には、被告の死刑または無期を避けること、ロンドン条約に統帥権干犯の疑義を生じさせた重要責任者に適当な処置をとることなどを求めている。ただしこの文書がどのように使用されたかは不明である。
1933年（昭和8年）頃、南雲は、日本のロンドン海軍軍縮条約からの脱退を求め、連合艦隊の各艦長、航空隊司令らの署名を集めた。この署名は加藤寛治の使嗾があったという見解もある。この署名は最終的に海軍大臣・大角岑生に提出された。この署名の写しは伏見宮博恭王に提出され、伏見宮は懸念を示し、加藤及び当時の連合艦隊司令長官・末次信正に注意を与えている。
1935年（昭和10年）5月、土佐沖で戦艦戦隊と有地十五郎少将が指揮する第二水雷戦隊との演習があった際、南雲が艦長を務める戦艦「山城」と軽巡洋艦「神通」が衝突しかけた。板倉光馬（戦艦扶桑勤務だが、扶桑が赤痢患者発生のため不参加となって山城艦橋で観戦）によれば、連合艦隊兼第一艦隊参謀長・近藤信竹が取り舵をするよう連呼、すると南雲は「参謀長には指揮権はない！」と大喝、「山城」は面舵に転舵して両艦は衝突を免れたという。
1936年（昭和11年）7月、板倉光馬（重巡洋艦青葉航海士）は同期生9名と佐世保の料亭でクラス会を開き、混雑していたため芸者を借りようと、奥座敷で飲んでいた南雲ら高級将校達の元に行った。南雲は板倉を一喝したが、その後は板倉ら若手将校達を宴会の席に招いてはしゃいでいたという。
1938年（昭和13年）11月15日、第三戦隊司令官に任命。正木如虎参謀の手記では、南雲は部下への教育は厳しかったが、基地では芸者が5-10人も面会に訪れ、また雲水が押しかけることもあり、司令官としては異色だったという。着任当初、信号兵に艦隊運動の命令だけを出して南雲司令官に報告したところ「現場を確かめろ（実際の二番艦の動きを見ろ）」と叱責されたという。また、南雲は酒豪で喫煙家だったが、旅行に同行した者が酒が苦手で喫煙しないと「たまの禁煙はかえって体にいいだろう」と自身も酒も飲まず、煙草も吸わなかったという。

### 第一航空艦隊司令長官

#### 南方作戦
1941年（昭和16年）4月10日、南雲は第一航空艦隊司令長官に補職され、皇居で親補式をおこなう。この人事は前海軍大臣・吉田善吾と連合艦隊司令長官・山本五十六によって決められた。候補には小沢治三郎もいたが、慣例により、年功序列で南雲に決まった。山本は扱いづらい小沢より航空参謀をつければ制御しやすい南雲を司令官に選んだという意見もある。参謀長は草鹿龍之介少将。南雲長官は航空に関しては素人であり、草鹿参謀長は航空参謀・源田実中佐を評価し献策を入れたため、一航艦を「源田艦隊」と呼ぶ声まであった。源田は、第一航空艦隊では南雲が訓練においても自ら操艦の指示を出したことが、雷撃隊の技量向上に貢献したと述べている。
第一航空艦隊は真珠湾攻撃の研究と実行を命じられたが、南雲は懐疑的であり、機動部隊によるハワイ作戦は投機的すぎるとして南方作戦優先を主張していた。9月中旬の海軍大学校で行われた図上演習で、日本軍は戦果をあげたものの空母3隻が撃沈判定となり、連合艦隊参謀長宇垣纏少将の判定で撃沈は取り消された。山本五十六は南雲の肩を抱き、「ああいうことは人によっていろいろ意見があるからね、かならず起るということはないよ」と南雲を励ましている。1941年（昭和16年）11月上旬、連合艦隊司令部や各艦隊司令長官が集まった最後の会議で、山本は日米交渉が成立した場合、直ちに反転せよと命じた。南雲は「出動後に引き帰すことは、実際問題として無理です。それは士気にも大きな影響があります」と述べ、航空隊指揮官からも「出かかった小便を途中でとめるようなもので出来ない」との意見が出た。すると山本は「百年兵を養うは、一日の用にあてるためだ。もし、この命令の実施が不可能な者は、ただちに辞表を出せ」と声を荒らげた。真珠湾攻撃までの道のりは燃料について問題があったが、それを解決するため軍務局の暗黙の了解を得て、南雲は自身の責任において軍紀違反である過剰な燃料の搭載を行い解決した。
真珠湾奇襲の重責を担った南雲は機動部隊出撃後に、「エライことを引き受けてしまった、きっぱり断ればよかった、出るには出たがうまく行くかしら」などと草鹿に内心を語っている。草鹿が励ますと、南雲は「君は楽天家だね。羨ましいよ」と微笑したという。草鹿自身は、南雲が作戦の行く末を非常に心配している事を知り、これが長官と参謀長の違いでもあろうと語っている。ただし、南雲は「しかし、いったん引き受けたからには、全力を尽くす覚悟である」とも述べている。
真珠湾攻撃時には思いのほか海が荒れ、草鹿と源田は雷撃隊の発艦を危ぶんで爆撃隊のみの発進を決定しかけた。すると雷撃機搭乗員が空母「赤城」艦橋に押し寄せて猛烈に抗議、南雲は「お前たち、このローリングでも魚雷をかかえたまま、みごと発艦できるか」と隊員たちに聞き「やれます!」との返事に対して了承、草鹿参謀長に「参謀長、いいではないか、出してやろう」と言った。
1941年（昭和16年）12月8日、太平洋戦争劈頭のハワイ真珠湾攻撃でアメリカの戦艦4隻を撃沈、2隻を大破させ、アメリカ太平洋艦隊を行動不能にする大戦果をあげた。帰還した攻撃隊隊長・淵田美津雄中佐から南雲と草鹿が報告を受けた。敵の反撃の可能性があることを知った南雲は動揺した。南雲ははじめから反復攻撃は行わないと決心しており、攻撃後は三川軍一（第三戦隊司令官）から再攻撃の具申があったが、南雲は草鹿の進言もあり予定通り離脱した。第二航空戦隊司令官山口多聞少将は「第二撃準備完了」と信号を送ったが、意見具申を勧められると山口は「南雲さんはやらないよ」と言って意見申請はしなかった。連合艦隊司令部では、山本五十六大将に参謀の数名が「再度の攻撃を第一航空艦隊司令部に催促するべし」と進言したが、山本は「南雲はやらんだろう」「機動部隊指揮官（南雲）に任せよう」と答え、再度の攻撃命令を発しなかった。山本は空母の喪失を引き換えにしても戦争を終わらせるダメージを与えたかったが、草鹿によれば、南雲にはその真意が知らされていなかったという。
連合艦隊命令は｢在布哇敵艦隊ヲ奇襲撃破ス｣であり、再度の攻撃や石油タンク等を攻撃しなかったのは命令通りである。軍令部は開戦と同日に行われるフィリピン、マレー半島、香港などへの上陸作戦を成功裏に終えるための米艦隊主力減殺を本作戦の主目的としていたため、南雲を一撃のみで損害を避けた見事な作戦指導と評価した。航空参謀の源田実中佐は、機動部隊指揮官の南雲中将が真珠湾攻撃で最も多くの批判を受けている事について「南雲中将の責任感の強さが誤解を生んでいるのではないか」と語っている。
12月26日、大本営（昭和天皇臨席）にて、軍令部総長・南雲長官・淵田美津雄中佐等はハワイ奇襲当時の実況を奏上した。その後、第一航空艦隊は南下し、ニューギニア、オーストラリア、インド洋を転戦し連合軍の主要根拠地を覆滅しながらの大航海をした。ラバウル・カビエン攻略支援、ポートダーウィン攻撃、ジャワ海掃討戦などで活躍し、太平洋の制空権を獲得した。
4月初旬、インド洋作戦に参加。座礁事故を起こした「加賀」を除いた空母5隻（赤城、蒼龍、飛龍、翔鶴、瑞鶴）を中心にインド洋に進出し、セイロン沖海戦では空母「ハーミーズ」を撃沈し、トリンコマリー港を爆撃する戦果を挙げた。同海戦では、兵装転換中に英軍重巡洋艦の出現で、攻撃隊の装備を魚雷→爆弾→魚雷と変更する混乱があった。インド洋作戦では索敵機が機位を失い、索敵機の回収に必要な電波を発したことで艦隊位置を敵に暴露することになったため、南雲や幕僚は偵察に必要以上の兵力を割くことをためらうようになった。
南雲の指揮する第一航空艦隊は、インド洋作戦までに多くの戦果を挙げながら航空機の被害は軽微であり、艦艇の被害は一隻も出さなかった。史上類のない連続的勝利を記録し、南雲艦隊は世界最強の機動部隊となるが、連戦連勝から疲労と慢心が現れていた。連合艦隊司令部幕僚は、南雲と草鹿に批判的であり、山本五十六に南雲の交代を要望したが、「それでは南雲が悪者になる」と却下された。第二航空戦隊司令官山口多聞少将は、「長官は一言も云わぬ、参謀長先任参謀等どちらがどちらか知らぬが億劫屋揃である」と連合艦隊参謀長宇垣纏中将に語っている。
第一航空艦隊は作戦ごとに護衛艦艇を他の艦隊から借りて機動部隊を編成しており、部隊が艦隊として建制化されておらず、臨時編成であったことから部隊としての思想統一や訓練に関して南雲は苦しんで建制化を求め、連合艦隊も軍令部もその必要は認めていたが、ミッドウェー海戦の敗北後の第三艦隊まで実現しなかった。1942年（昭和17年）4月10日、艦隊編制改訂で、隷下部隊として第十戦隊（軽巡洋艦「長良」と駆逐艦12隻）が新設されたが、まだ固有編制だけで作戦を行うことができず、6月のミッドウェー海戦では、第一艦隊第三戦隊第二小隊（戦艦「霧島」「榛名」）・第二艦隊第八戦隊（重巡「利根」「筑摩」）に護衛されていた。

#### ミッドウェー海戦
第一段階作戦の完了にともない、第一航空艦隊が日本に帰還すると、連合艦隊司令部の立案したハワイ攻略も視野においたミッドウェー作戦が知らされる。南雲以下第一航空艦隊司令部や第二艦隊司令長官・近藤信竹は休養と軍艦の補修、艦・航空搭乗員双方の人事異動にともなう訓練期間の必要性や、第五航空戦隊の戦力回復を待つよう要請したが、山本五十六は却下した。第五航空戦隊（翔鶴・瑞鶴）が一時的に引き抜かれ、南洋部隊（指揮官井上成美中将/第四艦隊司令長官）指揮下に入る。第五航空戦隊はミッドウェー作戦までに南雲の指揮下に戻るはずであったが、5月の珊瑚海海戦で「翔鶴」が大破、「瑞鶴」も多数の航空機と搭乗員を失い、ミッドウェー作戦不参加となった。南雲指揮下の空母は第一航空戦隊と第二航空戦隊の4隻のみとなる。
本作戦の主目標は、ミッドウェー島攻略にあるのか、敵機動部隊の撃滅にあるのか、はっきりしておらず、連合艦隊は敵機動部隊撃滅を重視する発言をしていたが、軍令部は主目標を攻略にあると示し、大本営命令においても攻略が主目標と指示されていた。第一航空艦隊の草鹿参謀長と第二艦隊の白石参謀長は軍令部で作戦計画の説明を受けたが、ドーリットル空襲の直後だったため、哨戒基地の前進によって米空母による本土再空襲を阻止するものと抵抗なく解釈し、ミッドウェー作戦の主目的は同島攻略との強い先入観を得たという。
連合艦隊司令部は、このミッドウェー島攻撃は奇襲に成功することを前提に作戦を立案していた。本計画における一航艦司令部の心配は、攻撃開始日が決まっているので奇襲のための機動の余地がないことと、空母はアンテナの関係から受信能力が十分でなく、敵信傍受が不十分となり、敵情がわかりにくいことであった。そのため、一航艦参謀長の草鹿少将は、連合艦隊が敵情を把握して作戦転換を指示することを連合艦隊参謀長の宇垣参謀長に取りつけた。連合艦隊は付近に敵空母の疑いを感じ、情勢が緊迫してきたと判断しながら、甘い状況判断の放送を東京から全部隊に流したまま、自己判断を麾下に知らせなかった。南雲司令部は、敵の緊急信の増大や敵の動きが活発になったとの情報を伝えられたが、船団部隊が出撃直後に敵潜水艦に発見されたという報告は受けていなかったため、何を意味するものか判断できず、日本の企図は察知されていないものとして、敵空母についても所在ではなく、攻略後に反撃に出てくるかを考えており、中央から放送される状況判断も南雲らの判断を裏付けるものだった。4日に日本の別部隊によるダッチハーバー空襲が実施され、また、船団部隊が発見されたことが南雲司令部に伝えられ、日本側の作戦企図が暴露した事を知ったが、南雲司令部は、同日夜半まで敵に発見されなかったので翌朝のミッドウェー島攻撃は奇襲になると判断した。
1942年（昭和17年）6月5日午前1時30分、第一航空艦隊はミッドウェー島基地への空襲を開始した。ミッドウェー島基地攻撃隊の出撃後、米艦隊迎撃に備え待機させるように山本五十六連合艦隊司令から指示されていた攻撃隊に対し、南雲は「敵情変化なければ二次攻撃隊は第四編制（指揮官加賀飛行隊長）をもって本日実施予定」と予令したという説がある。一方、南雲司令部の航空参謀吉岡忠一中佐、航海参謀雀部利三郎中佐、加賀の飛行長天谷孝久、艦攻先任分隊長牧秀雄は、この予令について知らないと証言している。
どちらにしても、この予令では作業の開始まで指示されていないが、作業員がある程度の準備を勝手に行う可能性はある。予令に関しては戦後確認できる戦闘詳報に記載されているが、これは吉岡参謀が作成した戦闘詳報から功績調査用に書き直されたもので吉岡参謀の作成したものは残されていない。この予令が実在したとすると、第一次攻撃隊の発進直後に、敵艦隊に備えて艦上待機を命じられていた第二次攻撃隊をミッドウェー基地攻撃に向けると各艦に信号した事、第四編制では上空警戒機は各空母3機ずつと少なくなる事から、南雲司令部の作戦計画はミッドウェー基地への奇襲が成立するという判断があったという意見もある。
第一次攻撃隊隊長の友永丈市大尉からの「第二次攻撃の要あり」の打電を受け、南雲は米艦隊迎撃のために待機していた攻撃隊の兵装転換を指示した。草鹿参謀長は、「山本の望みは南雲も幕僚もよく知っていた。事実状況が許す限りそうした。しかしミッドウェー基地の敵航空兵力がわれわれに攻撃を開始し敵空母も発見されていない状況でいるのかどうかわからない敵に半数を無期限に控置しておくのは前線指揮官にとして耐えられないことだった。後で問題だったとしてもあの当時の状況では南雲の決定は正当だった」と語っている。しかし、7時40分、南雲に7時25分発の利根4号機からの敵艦隊発見の報が届き、7時45分に兵装転換一時中止の命令を出す。この発見の報を受け、飛龍の第二航空戦隊司令官山口多聞少将は、すぐに発艦準備のできる二航戦の艦爆隊（陸用爆弾の装備を進めていたもの）を発進させるように意見具申した。しかし、南雲はミッドウェー島攻撃を終え、艦隊上空に帰還した第一次攻撃隊約100機の着艦収容を優先させ、攻撃隊を雷装に転換することに決めた。航空参謀・吉岡忠一少佐によれば、この判断は司令部で何の問題もなく決まったという。草鹿参謀長によれば、南雲長官は命中率からみて雷撃のほうがはるかに有利なために兵装転換を判断したという。
8時30分に南雲が敵艦隊攻撃を決意した結果、第一航空戦隊の計15機の艦攻の再雷装と第二航空戦隊の待機機体の対艦兵装への装備開始。それを格納庫内で進めると同時に飛行甲板にミッドウェイ空襲隊を着艦させるという慌ただしさであった。
第一航空艦隊はミッドウェー島基地航空隊の空襲を撃退し、米軍機動部隊から発進したTBD デバステーター雷撃機の攻撃も連続で全て撃退した。南雲は鈍重な旗艦「赤城」の操艦を艦長・青木泰二郎に代わって自ら行い、魚雷6本を回避している。ただし、海戦後に作成された戦闘詳報によると、ミッドウェーで赤城が受けた魚雷は、TBFアベンジャー雷撃機からの2本（4本投下され内1本は自爆、1本は遠くを通過）と、B-26マローダー双発爆撃機からの1本のみである。航空参謀の源田中佐によれば、赤城への雷撃を回避する操艦を自ら指揮する南雲長官を見て、見事な指揮ぶりに感心させられたと述べている。
しかし、攻撃隊の兵装転換が終わる前に、米軍機動部隊の艦載機による急降下爆撃を受け、主力空母3隻（赤城、加賀、蒼龍）が炎上した。南雲は炎上する「赤城」に残ろうとしたが、草鹿らの説得で艦橋前面の窓から脱出、軽巡洋艦「長良」（第十戦隊旗艦、木村進少将）に移動した。残った「飛龍」も撃破されて自沈（第二航空戦隊司令官山口多聞少将戦死）、空母4隻を失い敗北した。その後も南雲は夜戦を実施する気勢であったが、敵空母3、4隻の報告を受けあきらめて退避した。
一航艦司令部の幕僚は、南雲以下全員で自決すべきと先任参謀・大石保が代表して上申したが、草鹿参謀長はそれを却下し、南雲に対しても説得してなだめた。南雲は、ミッドウェー海戦の報告書に、未熟なパイロットは昼間の着艦も危なっかしく、経験者の一部も技量が低下していたこと、事前に合同訓練が実施できなかったこと、編隊爆撃訓練も実施できなかったことなどを問題点として挙げている。

### 第三艦隊司令長官
1942年（昭和17年）7月14日、第三艦隊司令長官に就任。連合艦隊長官山本五十六大将は、南雲と草鹿のミッドウェー海戦における責任を追及せず、復仇の機会を与えるとして、一航艦の後継となる空母部隊である第三艦隊の長官と参謀長に、それぞれ南雲と草鹿を就任させるように取り計らった。しかし、それ以外の幕僚は全て降ろされ、また士官も転出させられた。
通信参謀中島親孝によれば、第三艦隊の南雲司令部は先任参謀・高田利種が計画や作戦指導の中心だったという。
第三艦隊司令長官時代、旗艦翔鶴艦内を風呂上りの浴衣・草履・頭に手拭い姿で歩いていたところ、下士官に「貴様は本艦（翔鶴）を何と心得ている。世界最高の航空母艦だ、貴様何ちゅう態度をしているんだ」と咎められる。南雲は逆に一喝し、この下士官を自室に招くと「貴様のような張り切った甲板係りがいると思えば私も安心だ」とビールを薦めた。翌日、飛行甲板に翔鶴全乗組員を集め「私は第三艦隊司令長官南雲忠一でございます。帽子を取るとこういう顔」と挨拶している。
第三艦隊は空母六隻（第一航空戦隊《翔鶴、瑞鶴、瑞鳳》、第二航空戦隊《飛鷹、隼鷹、龍驤》）と第十一戦隊の金剛型戦艦2隻（比叡、霧島）、巡洋艦4隻（第七戦隊《熊野、鈴谷》、第八戦隊《利根、筑摩》）、長良を旗艦とする第十戦隊の駆逐艦16隻、合計29隻の大艦隊の予定であった。
1942年（昭和17年）8月、米軍がガダルカナル島に上陸してガダルカナル島の戦いが始まり、8月23日に南雲は第三艦隊の現有戦力（空母3隻《翔鶴、瑞鶴、龍驤》、戦艦2隻《比叡、霧島》、巡洋艦2隻《利根、筑摩》、駆逐艦8隻）を率いて支援に向かった。当時南雲艦隊は第二艦隊司令長官・近藤信竹中将の指揮下にあり、打ち合わせすら行っていなかったので両艦隊の行動は混乱していた。南雲は南下し空母決戦を決意していた。24日敵の爆撃があり第二次ソロモン海戦が開始し25日南雲は索敵し発見した空母へ攻撃隊を出撃させた。南雲艦隊は龍驤から戦闘機15機を攻撃に向けたため戦闘機9機で敵攻撃隊迎撃にあたることになり、龍驤は魚雷を受けて沈没した。南雲艦隊は空母「エンタープライズ」を大破させたがこれは徹夜の修理で航行し戦線離脱した。また南雲艦隊は搭乗員の4割を失った。
10月26日、第三艦隊が敵偵察機から爆撃を受け南太平洋海戦が発生した。敵空母部隊を発見できず南下、北上を繰り返していた際、連合艦隊司令部からの南下命令を受けた。この後南雲は反対していた参謀長・草鹿龍之介を説得して南下した。艦爆隊石丸豊大尉が米空母「ホーネット」の甲板に体当たりし行動不能に追い込み、空母「エンタープライズ」を中破、戦艦1隻、巡洋艦1隻、駆逐艦1隻損傷という戦果をあげる。しかし南雲艦隊も米艦載機SBDドーントレス急降下爆撃機の攻撃で空母「翔鶴」（旗艦）、「瑞鳳」、巡洋艦「筑摩」が中破する。「翔鶴」が通信能力を喪失した為、艦隊指揮に支障がでるようになり全艦隊で戦場を一時離脱する。駆逐艦「嵐」（第四駆逐隊司令駆逐艦、司令有賀幸作大佐）に通信を代行させるが、その後受信機は回復し送信のみを代行させている。
その後、健在な空母「瑞鶴」を敵艦隊に向かわせ秋月型駆逐艦2番艦「照月」（第61駆逐隊司令駆逐艦）への移乗と旗艦の「瑞鶴」への変更を進めるが、敵艦隊攻撃の指揮が続いたため受信機能の高い「翔鶴」を降りるのが長びき、退艦が航空攻撃終了後の19時半頃となり前線到着が遅れた。その間、前進部隊指揮官・近藤信竹が指揮下の角田覚治少将率いる第二航空戦隊を急遽機動部隊に編入させたので11時40分に2航戦に対して敵艦隊攻撃を命令している。2航戦の空母「隼鷹」の航空攻撃で「ホーネット」は完全に行動不能となり、最終的に近藤直率の第二艦隊が撃沈している。日本海軍は空母3隻・戦艦1隻・巡洋艦2隻・駆逐艦1隻を撃沈したと誤認し、大本営発表を行った。
11月11日、佐世保鎮守府司令長官に就任。前任の谷本馬太郎中将が病死したための任命だった。第三艦隊司令長官は南雲から小沢治三郎中将に交代。南雲と小沢は共に水雷出身で、第11駆逐隊司令、第八戦隊司令官、海軍水雷学校長、第三戦隊司令官、海軍大学校長、第三艦隊司令長官等々、南雲（海兵36期）→小沢（海兵37期）の順番で着任している。互いに良い飲み相手であり、南雲が別の料亭で飲んでいた小沢を呼び出し、小沢が芸者を引き連れてやってくる関係だった。
11月17日、南雲中将と高木武雄中将は昭和天皇に拝謁。南雲は天皇に軍状を奏上した。機動部隊指揮官として、『一、彼は既に準備整へり、戦略的奇襲困難となる。敵を軽視するは不可/二、敵の戦法は合理的なり。各種戦訓を取入れ手を換え品を換へて行ふ。我も対抗方策を講ずる必要あり。(中略)七、敵は輪形陣にて高角砲威力大、我高角砲は馬鹿にされる。』等々の戦訓所見を述べている。
1943年（昭和18年）6月21日、呉鎮守府司令長官に任命。ケ号作戦（1943年（昭和18年）2月）に参加して大破した陽炎型駆逐艦12番艦「磯風」が呉工廠に帰還した際、南雲は視察に訪れ、「これほど損傷した艦を見捨てもせず連れ帰ってくれた」と乗組員を賞賛した。さらに磯風乗組員（士官、下士官兵問わず）と彼らの妻に、山口県湯田温泉へ2泊3日の慰安旅行を贈った。（磯風は3月に呉工廠に入り、7月に出発している）
1943年（昭和18年）10月20日第一艦隊司令長官。第一艦隊は1944年（昭和19年）2月25日に解隊されたため、南雲は最後の第一艦隊司令長官となった。

### 中部太平洋方面艦隊司令長官

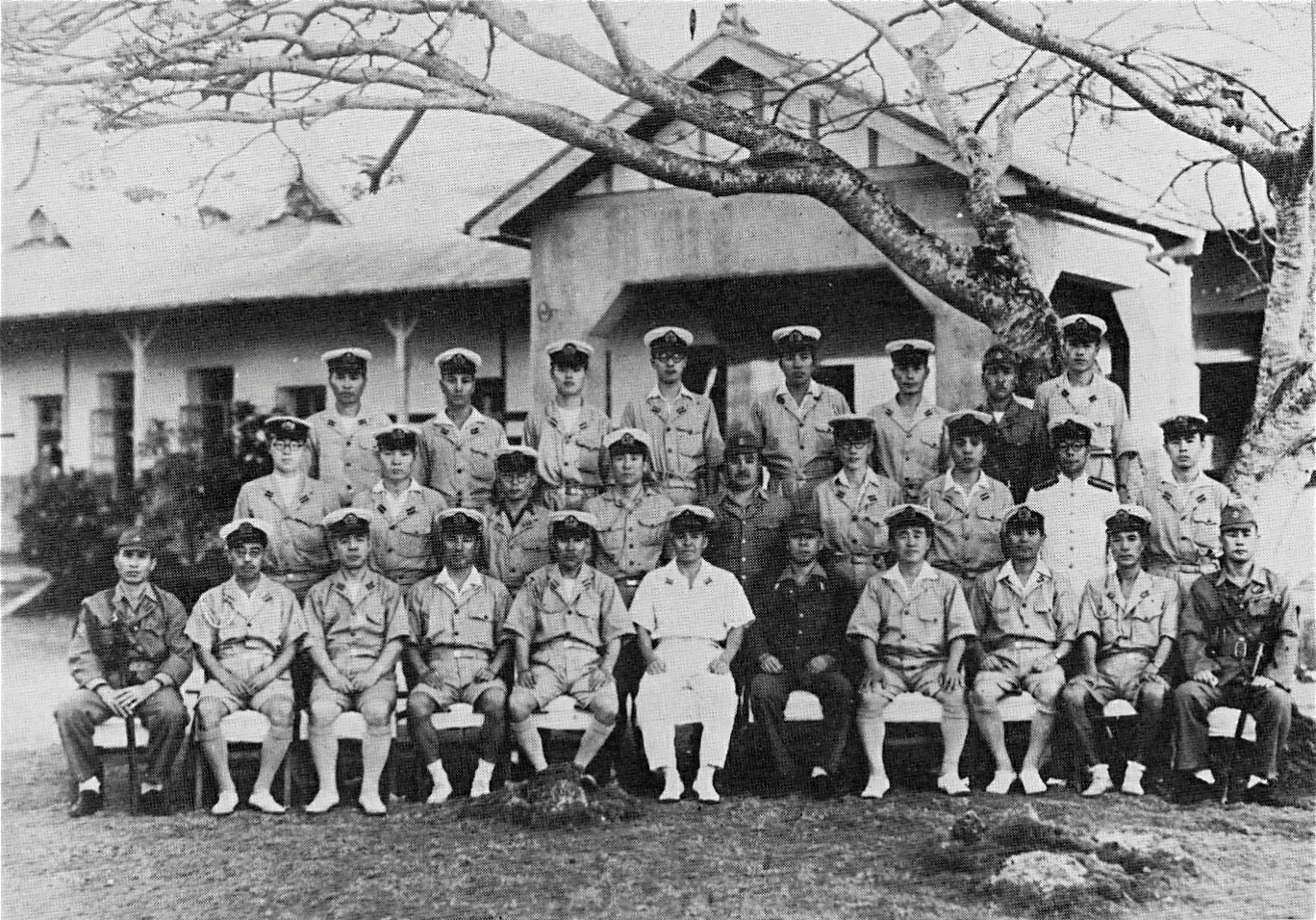
南雲とサイパン島守備隊幹部。最前列中央が南雲。南雲の左隣が参謀長・矢野英雄

1944年（昭和19年）3月4日、中部太平洋方面艦隊兼第十四航空艦隊司令長官。鎌倉市の自宅で家族と最後の時間を過ごした後、サイパン島に着任する。既に小さくなっていた絶対国防圏の最前線であるサイパンに覚悟を持って着任したのであった。出征する壮行会の席上、「今度という今度は白木の箱か男爵さまだ」と述べた。なお同席した参謀長・矢野英雄少将は陽気な人柄で知られていたがこの席では沈みきった表情であった。家族にも、鶴岡八幡宮に詣でたあと「こんどは帰らない」と告げている。3月31日、海軍乙事件で連合艦隊司令長官・古賀峯一が殉職し、後任として豊田副武大将が就任を求められたが、「自分はご免こうむる」「他に適任者がいる」と暗に南雲を指名した。
中部太平洋方面艦隊の指揮下には第四艦隊と第十四航空艦隊があったが、艦隊といっても軍艦は殆どなく、航空戦力についても、のちの「あ号作戦」にて、第一航空艦隊に編入されることとなり、実質的には陸上部隊であった。大本営は今までの痛い経験から、陸海軍の統一指揮体制の重要性を痛感しており、中部太平洋方面を防衛する日本陸軍第31軍（司令官：小畑英良中将、参謀長：井桁敬治少将）は連合艦隊司令長官の指揮下に入って、中部太平洋方面艦隊の指揮を受ける形となった。陸軍の地上部隊が海軍の指揮下に入るのは、建軍以来初めてのことで日本陸軍としては大きな譲歩であり、陸軍大臣兼参謀総長の東條英機大将も南雲を首相官邸に招くと「何とかサイパンを死守して欲しい。サイパンが落ちると、私は総理をやめなければならなくなる」と要請している。しかし、南雲の参謀副長には陸軍の田村義冨少将が就き、また地上戦の戦闘指揮は各師団長が行うという諒解もあっており、南雲の陸軍部隊への指揮権は形式的なものであった。実際に南雲が作戦について命令を出すことは殆どなく、陸軍から見た南雲の印象は、酒宴などで植田国境子作詞作曲の大正時代の歌謡曲「白頭山節」の歌詞を「挙がる勝鬨、真珠湾」などと一部変えた替え歌を口ずさむなど、かつての真珠湾攻撃の栄光に浸っている様子であったという。
サイパンにいた陸軍特志看護婦（三浦静子。当時18歳。2011年死去）は1944年（昭和19年）3月ごろ水交社で南雲と知り合い、一緒にテニスを楽しんだという。浴衣姿でビールを飲んでいた老将校が南雲とは知らずに断りをいれて友人とテニスを始めたところ、体操服に着替えた南雲もテニスに加わった。腕前は下手だったが、若手士官や三浦達とテニスを楽しんだという。だが米軍の上陸直前には、緊張と心労のためすれ違う三浦に気付かなかったという。
6月15日にアメリカ軍がサイパン島に上陸してくると迎撃戦闘の指揮にあたった。南雲は連合艦隊の救援を待ったが、小沢治三郎中将が率いる第一機動艦隊は6月19-20日のマリアナ沖海戦で空母3隻（大鳳、翔鶴、飛鷹）を喪失して完敗、サイパン島救援は絶望的となった。
7月5日、サイパン守備部隊の勇戦に対する天皇から御嘉賞の言葉があり、それを南雲に伝える電文をもって陸海の両総長はサイパン放棄による決別の言葉とした。これを読んだ南雲は6日最後の命令である『サイパン守備部隊将兵にあたふる命令』を中央に打電する。午後10時軍令部、連合艦隊などに「之にて連絡止む」と打電し連絡を絶った。

南雲は、
と訓示を行った。
約20日間の抗戦の末、サイパン島守備軍は玉砕、南雲も自決した（サイパンの戦い）。最期を目撃した第三一軍第四三師団参謀の平櫛孝陸軍中佐によれば、7月6日午後10時ごろ、司令部にて第43師団師団長斎藤義次陸軍中将が中央に、南雲が右、第31軍参謀長井桁敬治陸軍少将が左に正座。日本の方角を向き、割腹と同時にそれぞれの専属副官に後頭部を撃たせた。南雲の最期の言葉は副官の「よろしうございますか」という問いに「どうぞ」だった。
南雲の最後には異説もある。南雲に最後まで付き添った従兵石川倉太郎によれば、海軍の南雲と陸軍の斎藤と井桁は、南雲の訓示の後には別行動を取っており、負傷により突撃に同行できなかった斎藤と井桁は7月6日の夜に自決したが、南雲は翌7月7日の午前3時に海軍部隊の先頭に立って突撃を指揮した。南雲たちは海岸線を3km進んだタナバク港付近まで達したが、南雲が機銃弾を受けて重症を負ってしまった。そこで、石川ともう1人の水兵が南雲を洞窟に担ぎ込んだが、午前4時30分ごろに最期を覚悟した南雲は日本の方を向いて「天皇陛下万歳」と叫んで、持っていた拳銃を頭に撃ち込んで自決したという。しかし、この証言に対しては同じ海軍から疑問がなげかけられており、ある海軍上等兵曹（氏名不詳）によれば、南雲は総攻撃に同行することはなく、海軍部隊の出撃を見送った翌7月7日の午前10時30分に、中部太平洋方面艦隊兼第14航空艦隊参謀長矢野英雄少将と自決したという。他にも、南雲が訓示を終えた後、陸海軍の司令官や参謀たちは最後の盃を交わして別れ、南雲ら海軍の司令官や参謀らはその後に自決したが、斎藤は翌7月7日に最後の総攻撃に出撃する将兵を見送った後に自決したという証言もある。57歳没。

2年前のミッドウェー海戦で南雲と相対したアメリカ軍のマリアナ攻略艦隊の司令官レイモンド・スプルーアンス大将はサイパンの占領の報告と一緒に南雲の自決の情報を聞き
と皮肉を交えて喜んだ。
死後、海軍大将に昇進。

## 人物

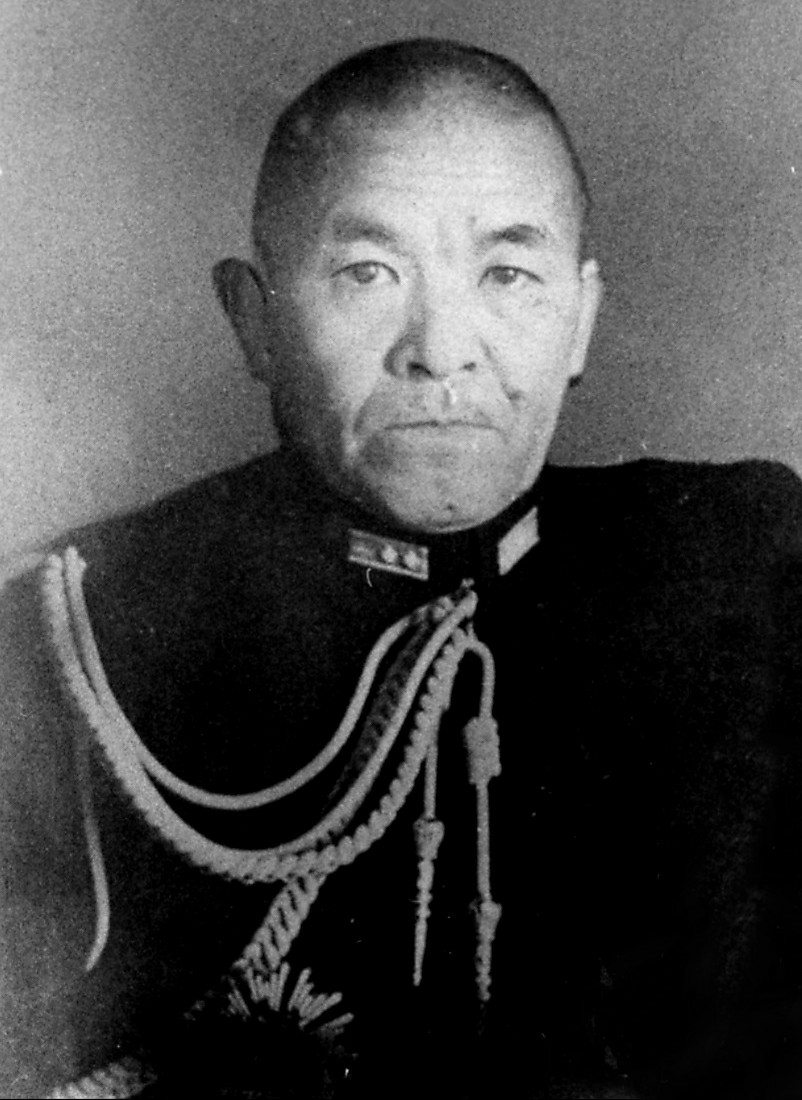
南雲忠一

戦前の南雲は「猛将」として知られ、海軍内では数々の武勇伝が伝えられる人物だった。一方で親思いで上野駅に到着した母を海軍中佐の軍服のまま背負って歩いた。
太平洋戦争では空母艦隊長官を歴任し、南雲が指揮した海戦における主な戦果は、米戦艦4隻撃破（真珠湾攻撃）・共同戦果を含め連合軍空母3隻撃沈（ハーミーズ、ヨークタウン、ホーネット）と1隻損傷（エンタープライズ）・重巡2隻及び駆逐艦複数隻撃沈（セイロン沖海戦等）、損害は空母5隻（赤城、加賀、蒼龍、飛龍、龍驤）損失・損傷2隻（翔鶴、瑞鳳）・駆逐艦損傷数隻（谷風、照月）等だった。しかし、本人の経歴や資質から見て第二艦隊などの水上艦部隊の方が適任であり、この人事は海軍人事行政の弊であったという指摘もある。一方で、戦術戦略には共通分母があり、水雷出身者でもあっても空母に乗って半年も経てばそれが判るはずだったとの批判もある。ミッドウェー海戦で米機動部隊を率い南雲と相対したアメリカ海軍のレイモンド・スプルーアンスは代理で急遽抜擢された新米提督で、機動部隊に所属していたが巡洋艦の艦長であり、空母勤務の経験は無く、南雲以上に航空に疎い将官だった。
第一航空艦隊・第三艦隊で参謀長を務めた草鹿龍之介中将は、南雲を良い上司であり、また「剽悍剽馬」の如しであるとしながらも繊細で人情に厚く、部隊運用についても優れていたと評し、ただし航空戦について不慣れであったため、本来の手腕の発揮を阻害したのだろうとしている。源田実大佐は「南雲中将は精悍で激しい性格の持主であり、またいかにも長年月にわたる潮風に鍛え上げられた提督という感じであった。反面極めて情愛がこまかく部下に対する思いやりが深かった」と語っている。淵田美津雄大佐は南雲中将について「大佐時代から第1水雷戦隊司令官時代までは、いわば満点を与えられるほどの人物であったが、開戦後は溌剌颯爽たりし昔日の闘志が失われ、何としても冴えない長官であった。早くも耄碌したのではなかろうかと感ずる程であった。作戦を指揮する態度も退嬰的であった」と評価している。正木如虎参謀は手記で、南雲から厳しく鍛えられ、様々な事を学んだと感謝している。奥宮正武中佐は「真珠湾攻撃成功の功績を山本五十六等に帰し、ミッドウェー海戦敗戦の責任を南雲に帰すのは矛盾である。」と指摘している。

## 家族・親族
父は米沢藩士の南雲周蔵。妻はりき（上杉藩士青木豊暉三女）。長男は南雲進海軍少尉（1944年12月4日、夕雲型駆逐艦15番艦岸波にて戦死。死後海軍中尉に昇進）。次男の南雲正は東京大学理学部化学科卒、旭化成に勤務後防衛大学校に転じた。
毎日新聞の報道によると、ともに米沢市出身の南雲憲一郎空将は親族関係にない。

## 年表
- 1905年（明治38年）12月2日 - 海軍兵学校入校
- 1908年（明治41年）11月21日 - 海軍兵学校卒業（36期）。海軍少尉候補生。練習艦「宗谷」乗組
- 1909年（明治42年）
  - 9月2日 - 装甲巡洋艦「日進」乗組
  - 12月1日 - 防護巡洋艦「新高」乗組
- 1910年（明治43年）
  - 1月15日 - 任 海軍少尉
  - 5月5日 -　装甲巡洋艦「浅間」乗組
- 1911年（明治44年）
  - 4月20日 - 海軍砲術学校普通科学生
  - 8月4日 - 海軍水雷学校普通科学生
  - 12月1日 - 任 海軍中尉
- 1913年（大正2年）
  - 5月24日 - 駆逐艦「初霜」乗組
  - 12月1日 - 海軍大学校乙種学生
- 1914年（大正3年）
  - 9月27日 - 海軍水雷学校高等科学生
  - 12月1日 - 任 海軍大尉  戦艦「霧島」艤装員
- 1915年（大正4年）
  - 12月3日 - 駆逐艦「杉」乗組
  - 12月22日 - 結婚願届出(翌8月28日認可)
- 1916年（大正5年）12月1日 - 第四戦隊参謀
- 1917年（大正6年）
  - 3月28日 - 第三特務艦隊参謀
  - 12月15日 - 駆逐艦「如月」駆逐艦長
- 1918年（大正7年）
  - 1月21日 - 夜間演習中に帆船「宮島丸」と衝突 謹慎2日
  - 12月1日 - 海軍大学校甲種学生
- 1920年（大正9年）12月1日 - 任 海軍少佐  駆逐艦「樅」駆逐艦長
- 1921年（大正10年）11月1日 - 第一水雷戦隊参謀（旗艦「龍田」→天龍）
- 1922年（大正11年）
  - 12月1日 - 軍令部第一斑第一課勤務
  - 12月5日 - 海軍軍政本部技術会議議員
- 1923年（大正12年）
  - 9月8日 - 海軍震災救護委員会委員
  - 11月10日 - 海軍大学校教官
- 1924年（大正13年）12月1日 - 任 海軍中佐  海戦要務令改正委員会委員
- 1925年（大正14年）6月1日 - 欧米各国へ出張
- 1926年（大正15年）
  - 2月20日 - 帰国
  - 3月20日 - 砲艦「嵯峨」艦長
  - 10月15日 - 砲艦「宇治」艦長
- 1927年（昭和2年）11月15日 - 海軍大学校教官
- 1929年（昭和4年）11月30日 - 任 海軍大佐　軽巡洋艦「那珂」艦長
- 1930年（昭和5年）12月1日 - 第十一駆逐隊司令
- 1931年（昭和6年）10月10日 - 軍令部第一斑第二課長
- 1932年（昭和7年）
  - 2月16日 - 国際連盟支那調査海軍準備委員会委員
  - 2月25日 - 支那事変軍事調査委員会委員
- 1933年（昭和8年）
  - 8月4日 - 航空戦教範起草委員会委員
  - 11月15日 - 重巡洋艦「高雄」艦長
- 1934年（昭和9年）11月15日 - 戦艦「山城」艦長
- 1935年（昭和10年）11月15日 - 任 海軍少将　第一水雷戦隊司令官
- 1936年（昭和11年）12月1日 - 第八戦隊司令官
- 1937年（昭和12年）11月15日 - 海軍水雷学校校長兼海軍軍政本部技術会議議員
- 1938年（昭和13年）11月15日 - 第三戦隊司令官
- 1939年（昭和14年）
  - 10月14日 - 主力艦艦橋研究委員会委員
  - 11月15日 - 任 海軍中将
- 1940年（昭和15年）11月1日 - 海軍大学校校長
- 1941年（昭和16年）4月10日 - 第一航空艦隊司令長官
- 1942年（昭和17年）
  - 7月14日 - 第三艦隊司令長官
  - 11月11日 - 佐世保鎮守府司令長官
- 1943年（昭和18年）
  - 6月21日 - 呉鎮守府司令長官
  - 10月20日 - 第一艦隊司令長官
- 1944年（昭和19年）
  - 2月25日 - 軍令部出仕
  - 3月4日 - 中部太平洋方面艦隊兼第十四航空艦隊司令長官
  - 7月6日 - 自決
  - 7月8日 - 戦死公式発表、海軍大将に昇進。[144][145]

## 栄典・授章・授賞
位階
- 1910年（明治43年）3月22日 - 正八位[146]
- 1912年（明治45年）2月10日 - 従七位[147]
- 1915年（大正4年）2月10日 - 正七位[148]
- 1920年（大正9年）3月20日 - 従六位[149]
- 1924年（大正13年）12月27日 - 正六位[150]
- 1930年（昭和5年）1月16日 - 従五位[151]
- 1935年（昭和10年）2月15日 - 正五位[152]
- 1941年（昭和16年）12月15日 - 正四位[153]
- 1944年（昭和19年）7月8日 - 従三位[153]・正三位[145]

勲章等
| 受章年                    | 略綬 | 勲章名                   | 備考 |
| ------------------------- | ---- | ------------------------ | ---- |
| 1917年（大正6年）10月25日 |      | 勲六等瑞宝章             |      |
| 1920年（大正9年）11月1日  |      | 勲五等双光旭日章         |      |
| 1934年（昭和9年）4月29日  |      | 旭日中綬章               |      |
| 1940年（昭和15年）8月15日 |      | 紀元二千六百年祝典記念章 |      |
| 1942年（昭和17年）9月8日  |      | 勲一等瑞宝章             |      |
| 1944年（昭和19年）7月8日  |      | 功一級金鵄勲章           |      |

## 演じた俳優
- 見明凡太朗 - 『太平洋の鷲』（1953年、東宝）
- 藤田進 - 『軍神山本元帥と連合艦隊』（1956年、新東宝）、『連合艦隊司令長官 山本五十六』（1968年〈昭和43年〉、東宝）
- 河津清三郎 - 『ハワイ・ミッドウェイ大海空戦 太平洋の嵐』（1960年、東宝）
- 東野英治郎 - 『トラ・トラ・トラ!』（1970年、20世紀フォックス）
- 安部徹 - 『激動の昭和史 軍閥」（1970年、東宝）
- ジェームズ繁田 - 『ミッドウェイ』（1976年、ユニヴァーサル）
- 金子信雄 - 『連合艦隊』（1981年、東宝）、『海にかける虹〜山本五十六と日本海軍』（1983年、テレビ東京）
- 山口明 - 『大日本帝国』（1982年、東映）
- 側見民雄 - 『太平洋の奇跡 -フォックスと呼ばれた男-』（2011年、東宝）
- 中原丈雄 - 『聯合艦隊司令長官　山本五十六』（2011年、東映）
- 國村隼 - 『ミッドウェイ』(2019年、セントロポリス・エンターテインメント)